# High漫畫月刊
《High都市漫畫休閒誌月刊》是由臺灣時報文化發行的成人漫畫雜誌，1995年1月1日創刊，1996年12月1日停刊，總共發行了24期。該雜誌發行人為高重黎，總編輯為黃健和。

## 創刊源起與概要
繼《漫畫星期六》、《歡樂漫畫》、《星期漫畫》等漫畫雜誌後，多年來深耕本土漫畫創作的時報文化無法忘情這個市場，由原班編輯人馬高重黎、黃健和等人在1995年1月1日創辦《High都市漫畫休閒誌月刊》。不過，彼時的漫壇環境已經大不相同：1992年6月，中華民國立法院通過《著作權法》修正案，過去以盜印日本漫畫起家的大然、東立、青文等出版社紛紛取得集英社、小學館、白泉社、講談社、秋田書店等多家的授權許可，市面上充斥各類型的漫畫雜誌。

### 成人漫畫之定位
在這種百家爭鳴的局面中，《High漫畫月刊》的定位便設定在「成人漫畫」：並非狹義的色情，而是橋段內容需要進一步思考、不適合青少年的成人內容。譬如鐮田洋次的《左輪玫瑰》描寫一個女律師為了維持世間公理而出生入死，魚戶修的《家栽之人》探討司法、青少年與家庭問題，川口開治的《革命情迷》探討日本學生運動等等。
創刊初期仍以日系漫畫占最大比例，除上段所述的作品外，另刊載Terry山本的《家有賤狗》、國友泰士的《AD物語》、田中政志的《GON》、佐佐木倫子的《迷糊天使俏護士》等。

### 左翻區
本雜誌後半部特設「左翻區」，引進歐、美漫畫名家的作品，諸如法國墨比斯（Moebius，本名Jean Henri Gaston Giraud）的《貓之眼》、法國尚馬克·海瑟（Jean-Marc Reiser）的《TAM-TAM》、義大利米羅·馬那哈的《激情香水》及《土倫之旅》、英國傑米·修雷（Jamie Hewlett）與亞倫·馬汀（Alan Martin）合作的《坦克女孩》、還有《黑白版蝙蝠俠》等，企圖介紹更多元的漫畫作品給習於閱讀日系圖像的國內讀者。

### 休刊
1996年12月1日該雜誌推出12月與翌年1月的合刊號，同時也是其休刊號。編輯群在序言中寫道：
|  | 是的，我們要休刊了！ 為什麼？ High，兩年了，我們也走到一個「人生交叉點」， 一些經常思考的問題亦到了必須做抉擇的時候： 要做量的追求，抑或質的掌握？ 要專注於成人市場，抑或降低年齡層？ 要抄襲因循，抑或是開發創新？ 要日本漫畫的評價普銷的大眾市場，抑或是歐美漫畫高價精裝的小眾口味？ 要專注於漫畫上，抑或亦包容漫畫之外的趣味？ |

其實，這段話不難看出該雜誌編輯群自行道出了這本定位為「成人漫畫雜誌」的窒礙難行。

## 登場的本土漫畫家與作品
《High漫畫月刊》強調國人創作為特色，下面羅列曾在本雜誌發表的本土漫畫家與作品：
- 麥仁：《My Trouble With....》、《黑色大書》
- 朱德庸：《滾月族》
- 平凡：《Autumn, Winter ＆ Spring夏日之後》
- 嘎嘎：《嘎嘎酒店》
- 小莊：《廣告人手記》
- 蕭言中：《黑綿羊俱樂部》
- 人二雄：《非常辦公室》
- 水瓶鯨魚：《Love, Stand Or Sit?!》
- 徐玫怡：《姊姊日記》
- 阿推：《殺人免責權》
- 傑利小子：《非常分手》
- 呂孟陽：《逃亡者》、《壞小孩》、《幽會》
- 陳弘耀：《動物休閒廣場》、《赤狐外傳上篇》
- 歐陽應霽（香港）：《三七二十一》、《我地》
- 朱祖兒（香港）：《我不想一個人住》
- 徐永豈、郭孟忠：《What's 4人行不行》
- 蔡虫：《大頭基仔》
- 陳立華：《天生搖滾狂》

## 金High獎漫畫比賽
主條目：金High獎

由中時報系主辦的時報漫畫大擂台金High獎首次於1995年12月舉辦，可惜1996年12月辦完第二屆後，隨著此雜誌的休刊而停辦。

## 關連項目
- 歡樂漫畫
- 星期漫畫